# Herdenschutzhund

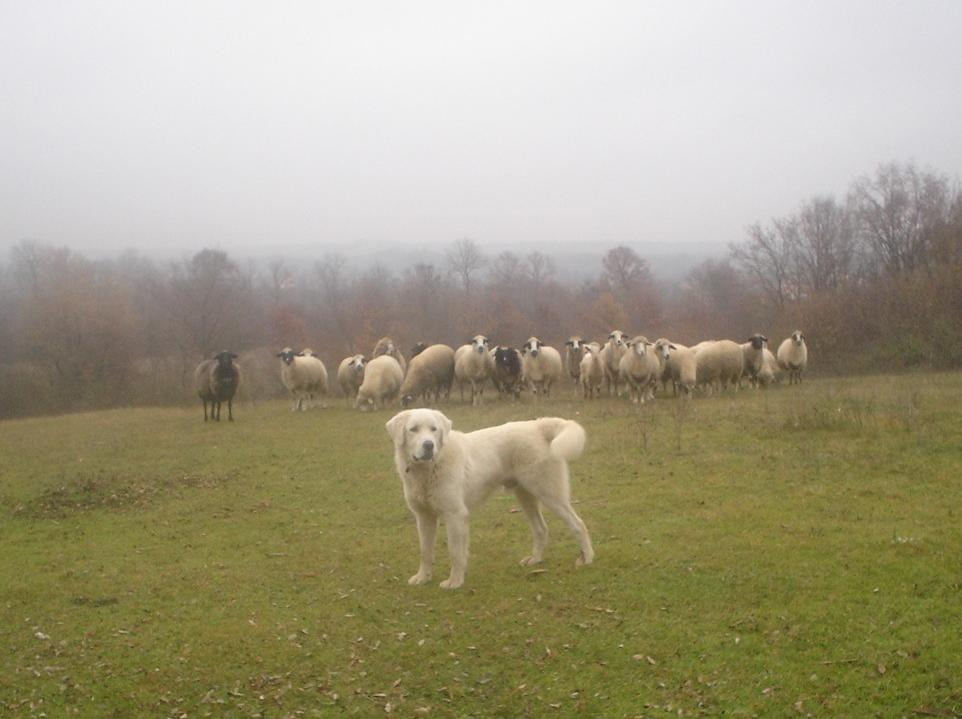
Heller Herdenschutzhund auf Wache

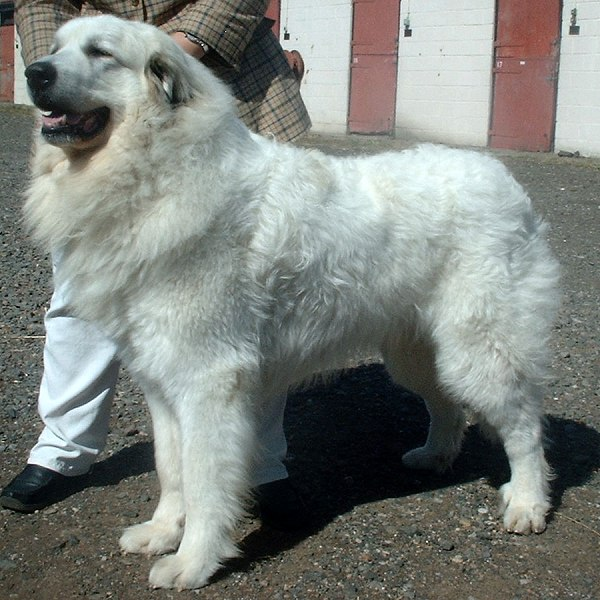
Pyrenäen-Berghund

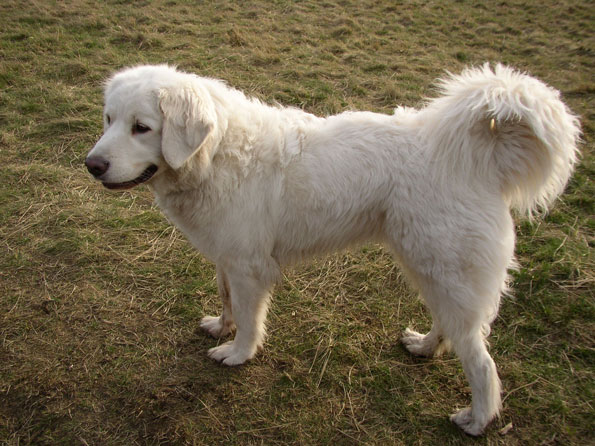
Tatra-Schäferhund

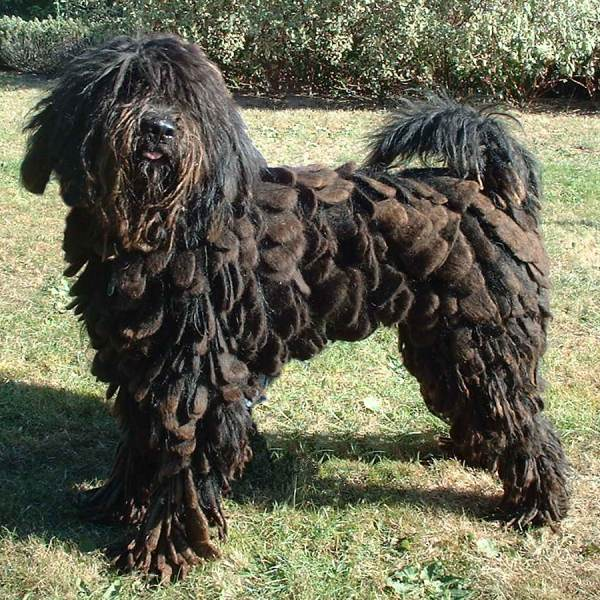
Bergamasker Hirtenhund – sowohl Hüte- als auch Herdenschutzhund

Als Herdenschutzhunde werden große und kräftige Hunde bestimmter Rassen bezeichnet, die gezielt für den Schutz und die Verteidigung von  Nutztierherden gegen Mensch und Tier gezüchtet werden.

## Beschreibung
Zum Zusammenhalten der Herde, dem Hüten, verwenden Hirten kleine und wendige Hunde, die als Hütehunde bezeichnet werden. Diese Hunde können aber keine großen Raubtiere wie Wölfe vertreiben und sind daher selbst gefährdet. Diese Aufgabe übernehmen die Herdenschutzhunde, wobei einige Rassen von Herdenhunden sich nicht immer eindeutig den Hüte- oder Herdenschutzhunden zuordnen lassen, weil sie die Herde hüten und schützen, wie der Deutsche Schäferhund. Die Aufteilung der Aufgaben ist besonders in gebirgigen Gegenden mit einem begrenzten Nahrungsangebot für Raubtiere zu beobachten, die dort auch bewachte Ziegen und Schafe angreifen. Bei der Fédération Cynologique Internationale (FCI) sind die Herdenschutzhunderassen deshalb überwiegend unter der Sektion der Berghunde zu finden.
Herdenschutzhunde werden innerhalb einer Nutzviehherde geboren und wachsen dort auf. Die permanente Nähe zu Nutztieren und Artgenossen ist die Grundvoraussetzung für ihren späteren Einsatz als Herdenschutzhund. Viele Herdenschutzhunde verbringen viel Zeit allein mit der Herde. Sie sind von den Hirten weitgehend unabhängig und auch unbeobachtet. Das setzt einen selbstbewussten Hund voraus, der zu eigenständiger Arbeit fähig ist.
Besonders deutlich zeigt sich das Schutzverhalten der Herdenschutzhunde in der Dämmerung sowie in der Nacht, da dies die bevorzugten Zeiten der Beutegreifer sind. Das Schutzverhalten und die ausgeprägten, scharfen Sinne, die den Hund jederzeit registrieren lassen, was in seiner näheren und weiteren Umgebung geschieht, sind weitgehend genetisch fixiert.

## Schutz- und Territorialverhalten

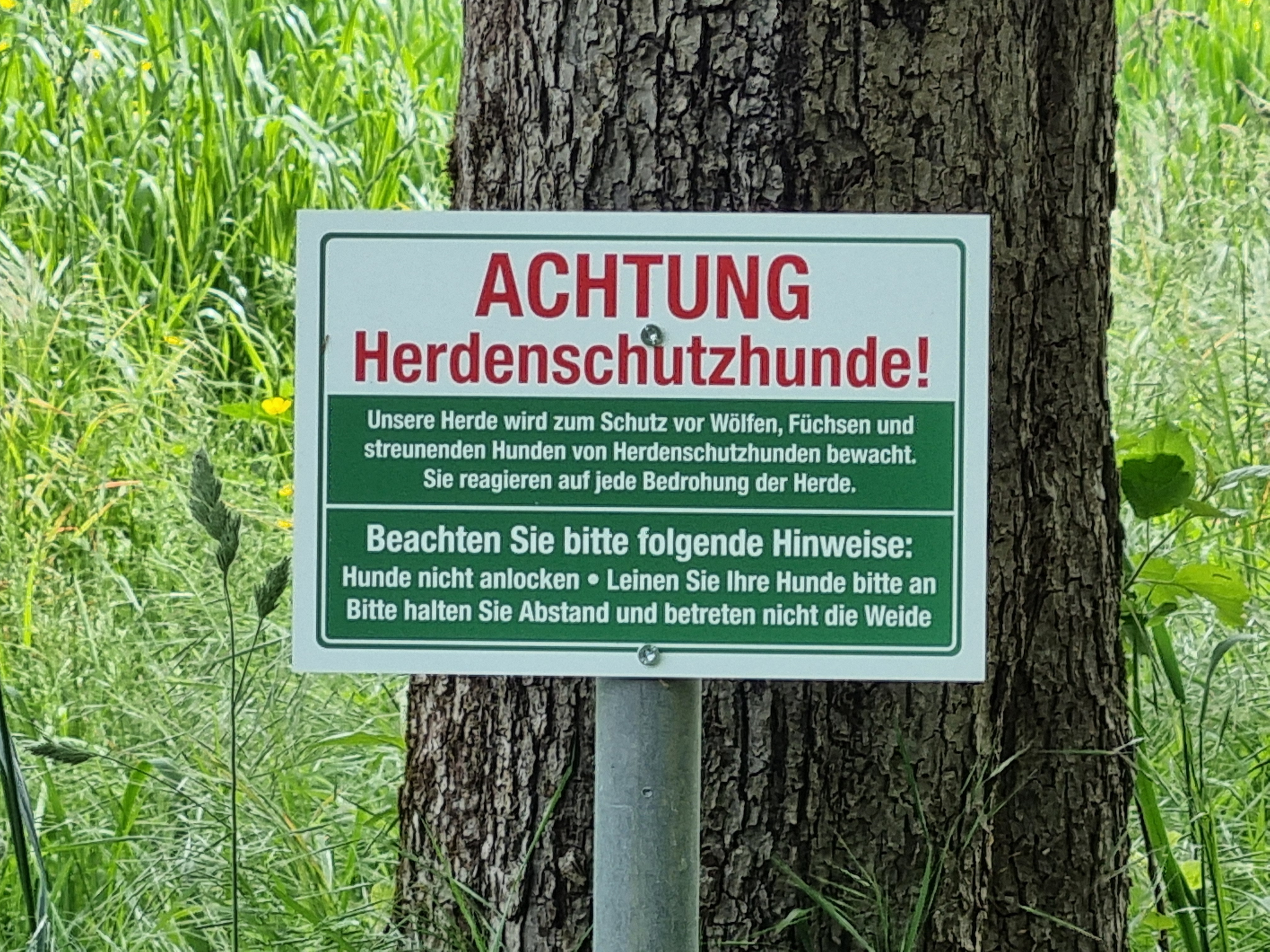
Hinweistafel „Achtung Herdenschutzhunde!“

Ein starkes Schutz- und Territorialverhalten gehören zu den herausragenden Eigenschaften des Herdenschutzhundes. Grundsätzlich wird alles Fremde innerhalb seines Territoriums zurückhaltend und misstrauisch betrachtet und bei dem geringsten Anflug einer Gefahr für die Herde verjagt, wobei die Strategie dieser Hunde eher in der defensiven Abwehr liegt. Das Territorium des als Familienhund gehaltenen Herdenschutzhundes umfasst für gewöhnlich nicht nur das mit dem Gartenzaun abgesteckte eigene Grundstück, sondern auch das weitere sichtbare Umfeld sowie häufig besuchte Plätze und Spazierwege.
Auf den externen Betrachter wirken „friedliche“ Herdenschutzhunde eher verschlafen oder inaktiv. Das liegt zumeist daran, dass der Herdenschutzhund anders, als z. B. Hütehunde, die meiste Zeit dösend in seinem Revier liegt. Er kann jedoch in Sekundenschnelle aktiv werden und seine Schutzfunktion wahrnehmen. Der sparsame und sinnvolle Einsatz seiner Kräfte ist maßgebend für den effektiven Schutz seiner anvertrauten Herde.
Weder heute noch damals war es im Interesse eines Hirten, dass sein Herdenschutzhund jedem vermeintlichen Feind hinterherjagt und seine Energie nicht sinnvoll einteilt. Vielmehr beobachtet der gut geführte Herdenschutzhund den „Feind“ aus sicherer Distanz, präsentiert sich ihm und macht sich deutlich bemerkbar. In der Regel platziert er sich zwischen seiner Herde und dem Feind.

## Legenden
Von vielen Herdenschutzhundformen wird die Legende erzählt, wie tapfer sie sich gegen ganze Wolfs- und Bärenmeuten gestellt hätten. Man spricht von ihrem ausgeprägten Gruppengefühl und ihren siegreichen Angriffen gegen derartige Feinde. Das wird allerdings weithin als Märchen angesehen, denn auch ein noch so imposanter Herdenschutzhund weiß, dass er einen solchen Kampf nicht unversehrt durchstehen könnte.
Herdenschutzhunde greifen in der Regel nicht beißend an. Allein ihre Größe und imposante Erscheinung reicht den meisten zwei- oder vierbeinigen Räubern aus, auf Distanz zu bleiben, zumal viele Hirten in ihrer Herde zwei, drei und noch mehr Herdenschutzhunde halten, die in unsicheren Phasen zumeist als Team agieren.

## Rassen
Der WWF nennt als bekannteste Rassen Maremmen-Abruzzen-Schäferhund, Pyrenäen-Berghund, Kaukasischer Owtscharka, Kuvasz und Kangal. Eine Übersicht über Herdenschutzhunderassen weltweit findet sich im Erfahrungsbericht zum Einsatz von Herdenschutzhunden in der Schweiz von 1999 auf Seite 6. 
Ursprünglich wurden auch die großen Sennenhunde (als FCI-Rassen Berner Sennenhund und Grosser Schweizer Sennenhund) und Bernhardiner als Herdenschutzhunde eingesetzt, teils werden in der Schweiz noch Sennenhunde als Arbeitshunde gehalten. Nicht jeder einzelne Hund dieser Rassen lässt sich unbedingt als Herdenschutzhund einsetzen oder zeigt die typischen Eigenschaften, zu denen eine hohe Territorialität und Eigenständigkeit gehören. Dennoch ist bei Vertretern dieser Rassen ein entsprechendes Verhalten anzutreffen; je nach Rasse und Zuchtlinie gelegentlich bis häufig.